# Scylacosaurus
Scylacosaurus es un género extinto de terápsidos carnívoro que existió durante el periodo Pérmico.